# Assassin’s Creed: Brotherhood
Assassin’s Creed: Brotherhood ist ein 2010 erschienenes Videospiel von Ubisoft. Es ist der direkte Nachfolger von Assassin’s Creed II und die insgesamt dritte Auflage der Assassin’s-Creed-Reihe. Es führt die im zweiten Teil begonnene Geschichte um Ezio Auditore da Firenze zur Zeit der Renaissance sowie die die gesamte Reihe umspannende Geschichte um Desmond Miles in der Gegenwart fort. Das Spiel erschien am 18. November 2010 für PlayStation 3 und für Xbox 360. Am 17. März 2011 folgte die PC-Version.

## Handlung
Zu Beginn des Spiels erreichen Desmond, Rebecca, Lucy und Shaun nach der Flucht aus ihrem ersten Versteck die Villa im italienischen Monteriggioni. Dort suchen sie in den Erinnerungen von Desmonds Vorfahren Ezio Auditore nach einer Lösung für den vermeintlichen Weltuntergang, vor dem Desmond am Ende von Assassins Creed II gewarnt wurde. Sie forschen nach dem Edensplitter, einem magischen Artefakt in Form eines Apfels, das die Standorte der zahlreichen Vorläufer-Tempel angibt, die auf einem Wandbild der Villa abgebildet waren.
Ezios Erinnerung, die Desmond im Animus durchlebt, geht im Jahr 1499 weiter, als er die Gruft unter der Vatikanstadt verlässt und mit seinem Onkel Mario Auditore aus Rom flieht. In Monteriggioni zurückgekehrt, berichtet Ezio den anderen Assassinen, was er im Gewölbe gesehen hat und wird durch die Aussicht getröstet, sein Rachefeldzug sei nun beendet. Am nächsten Tag jedoch wird die Stadt von der päpstlichen Armee unter der Führung von Cesare Borgia angegriffen. In der Schlacht übergibt Ezio den Edensplitter seinem Onkel Mario, um sich dann selbst der aussichtslosen Verteidigung Monteriggionis zu widmen, damit die Bewohner Zeit haben, um sich in Sicherheit zu bringen. Als die Borgia das Tor durchbrechen, wird Mario von Cesare getötet und die Borgia gelangen in den Besitz des Apfels; Ezio selbst wird schwer verwundet. Er will die Borgia finden, um den Apfel zurückzugewinnen, doch auf seiner Reise wird er aufgrund seiner Verletzungen bewusstlos. Er erwacht in Rom, welches von den Borgia beherrscht wird. Ezio trifft dort auf Niccolò Machiavelli, welcher ihm und den Assassinen ein Versteck beschafft. Um jedoch an Cesare heranzukommen, benötigt Ezio die Unterstützung der römischen Bevölkerung.
Zunächst will Ezio die Untergrundbewegungen, vor allem die Söldner, Kurtisanen und Diebe für seine Sache gewinnen. Die Diebe werden von La Volpe geführt, die Söldner von Bartolomeo d’Alviano; beide sind ebenfalls Assassinen. Die Kurtisanen kann Ezio schließlich auch für sich gewinnen und seine Schwester und seine Mutter leiten nun deren Bordell. Die Aktionen der Assassinen werden jedoch immer wieder von den Borgia gestört, und schnell ist klar, dass es einen Verräter geben muss. La Volpe verdächtigt Machiavelli, im Laufe der Handlung verstärkt sich dieser Verdacht. Schließlich zieht Volpe los, um Machiavelli zu finden und zu töten. In letzter Sekunde kann Ezio jedoch den wahren Verräter ausfindig machen und La Volpe gerade noch davon abhalten, Machiavelli zu töten.
Kurz darauf beruft Machiavelli eine Versammlung der Assassinen ein, an der Ezio, die Assassinen-Rekruten, La Volpe und Ezios Schwester Claudia teilnehmen. Dort wird Ezio zu „il Mentore“ ernannt, dem Anführer der italienischen Bruderschaft. Außerdem wird Claudia in die Bruderschaft aufgenommen.
Im weiteren Verlauf der Handlung muss Ezio verschiedene Gefolgsleute Cesares eliminieren, um den Einfluss der Borgia zu vermindern. Zudem hat Leonardo da Vinci einige Kriegsmaschinen, wie z. B. ein Maschinengewehr oder einen Panzer, entworfen, von denen die Borgia Prototypen gebaut haben. Auch diese werden von Ezio zerstört und die Baupläne vernichtet. Schließlich hat Ezio die Borgia so weit geschwächt, dass er den Edenapfel im Vatikan finden kann. Anschließend muss er mit dessen Hilfe gegen Cesares Wachen ankämpfen.
Nach längerer Zeit findet sich Ezio im Jahr 1507 in der Schlacht von Viana wieder, als Cesare Borgia und seine Armee die spanische Stadt angreifen. Ezio stellt Cesare, doch dieser kann im Getümmel entkommen. Ezio folgt ihm und findet ihn schließlich auf der Stadtmauer, wo es ihm in einem finalen Kampf gelingt, seinen Gegner kampfunfähig zu machen. Anschließend stößt er Cesare von der Mauer, wodurch dieser – wahrscheinlich – stirbt. Ezio kehrt dann nach Rom zurück und versteckt den Apfel in einem Vorläufer-Tempel unter dem Kolosseum, damit dieser keinen weiteren Schaden mehr anrichten kann.
In der Gegenwart reisen Desmond und die Assassinen nach dieser Erkenntnis sofort zum Kolosseum, um den Apfel zu finden, bevor ihre Feinde von Abstergo Industries es in die Hände bekommen können. Während Desmond in den Tempel eindringt, hört er immer wieder die Stimme einer Frau namens Juno, die eine Angehörige der Ersten Zivilisation ist und ihm Hinweise auf die Wahrheit gibt. Als er mit den anderen den Apfel erreicht, nimmt Desmond ihn in die Hände, wodurch die Zeit um ihn herum plötzlich einfriert. Juno übernimmt die Kontrolle über seinen Körper und zwingt ihn, Lucy mit seiner versteckten Klinge zu töten. Desmond fällt daraufhin ins Koma, und im anschließenden Abspann hört man, wie er von zwei Männern wieder in den Animus gesteckt wird.

## Spielprinzip und Technik

### Einzelspieler
Wie im ersten und zweiten Teil besteht die Aufgabe für den Spieler vorwiegend darin, Kämpfe zu absolvieren, auf Gebäuden zu klettern und bestimmte Attentate auszuführen. Dafür stehen einige spielerische Neuerungen zur Verfügung; u. a. verfügt der Protagonist über eine Armbrust sowie einen Fallschirm, den man von Leonardo da Vinci nach Beendigung einiger Aufträge für ihn erhält.
Ein neues Spielkonzept ist das Rekrutieren weiterer Assassinen unter den Bürgern Roms, die in Kämpfen gerufen und auf Missionen in andere europäische Städte geschickt werden können; diese Missionen sind allerdings nicht spielbar, es wird lediglich ein Ergebnis angezeigt.
Weiterhin sind überall in Rom Türme der Borgia zu finden, durch die das umliegende Gebiet beherrscht wird. Der Spieler muss diese Türme zerstören, um dadurch im umgebenden Gebiet Läden eröffnen und den Einfluss der Borgia zurückdrängen zu können.

### Mehrspielermodus
In Assassin’s Creed: Brotherhood gibt es erstmals einen Mehrspielermodus. Verschiedene Karten und Modi stehen zur Verfügung. Insgesamt gibt es acht Spielmodi, dazu 21 Charaktere, die teilweise im Einzelspielermodus auftauchen.
Spieler erhalten Erfahrungspunkte und erlernen nach und nach bis zu zwölf Fähigkeiten, wodurch sich eine Gruppe NPCs in Duplikate des Spielers verwandelt.
Spielmodi
Gesucht
In diesem Modus müssen sechs bis acht Spieler jeweils einen anderen bestimmten Templer finden und töten, ohne vorher selbst erkannt und erwischt zu werden. Wird ein Spieler gejagt, kann er die überall verteilten Verfolgerfallen (Chase Breakers) nutzen – Wege, die nur einmal begehbar sind, und auf diese Weise entkommen. Der Spieler mit den meisten Punkten durch erfolgreiche Auftragsmorde und Fluchten gewinnt.
Kopfjagd
In diesem Modus werden die sechs bis acht Spieler in zwei Teams aufgeteilt. Diese müssen in zwei Runden zu je fünf Minuten versuchen, sich zu verstecken oder das andere Team zu jagen. Die Rollen werden nach der ersten Runde getauscht. Die Auftragsmörder müssen in das Zielgebiet eindringen und ein Opfer finden und eliminieren, die anderen müssen dies verhindern. Da die NPCs nicht sonderlich abwechslungsreich sind, kann es auch zu fatalen Verwechslungen kommen, wodurch die Arbeit der Templer erschwert ist.
Allianz
In diesem Modus spielen drei Teams zu jeweils zwei Spielern. Das Ziel ist es, das andere Team zu eliminieren, bevor man selbst von dem dritten Team eliminiert wird. Der Modus besteht aus zwei Phasen von jeweils vier Minuten Länge. In der ersten Hälfte muss das eine Team das andere Team eliminieren, das ein anderes Team eliminieren muss, und in der zweiten Hälfte werden die Ziele ausgetauscht.
Eskorte
In diesem Modus muss man VIPs jagen oder beschützen. Die sechs bis acht Spieler werden in zwei Teams aufgeteilt. Es gibt zwei Runden zu jeweils vier Minuten. Eines der Teams übernimmt die Rolle der Jäger, das andere die Rolle der Beschützer. Die Jäger müssen die VIPs eliminieren und können die Beschützer lediglich betäuben. Die Beschützer müssen die VIPs auf ihrem Weg eskortieren und die Jäger eliminieren. Die Beschützer punkten jedes Mal, wenn ein VIP einen Checkpoint erreicht.

## Produktionsnotizen

### Soundtrack
Der Soundtrack zu Assassin’s Creed: Brotherhood wurde von Jesper Kyd komponiert und enthält 20 Titel im Original Game Soundtrack und 22 in den Spezial-Editionen.

### Zusätzliche Inhalte
Für Assassin’s Creed: Brotherhood sind mehrere herunterladbare Inhalte erschienen.
Die Kopernikus-Verschwörung
Zunächst exklusiver Inhalt für PlayStation 3; durch den Aufenthalt des Astronomen Kopernikus in Rom erhält der Spieler weitere Kurier-, Mord- und Schutzaufträge.
Da Vincis Verschwinden
Der Inhalt erschien im März 2011. Leonardo da Vinci ist in dieser Nebenhandlung verschwunden, dies hängt mit Bildern zusammen, die er gemalt hatte.

## Veröffentlichungen
Wie auch Assassin’s Creed II wurde Brotherhood zusätzlich zur Standardversion in verschiedenen Sondereditionen veröffentlicht:
- D1 (Day One) Edition: Limitierte Erstauflage des Spiels inklusive der DLC-Inhalte Die Kopernikus-Verschwörung (nur PS3) sowie zwei zusätzlichen Singleplayer-Missionen.
- Da Vinci Edition: beinhaltet den DLC-Inhalt Da Vincis Verschwinden, zwei Singleplayer-Missionen sowie zusätzliche Inhalte für den Multiplayer-Modus.
- Auditore Edition: enthält eine exklusive Singleplayer-Mission sowie eine besondere Rüstung für Ezio als Download, ein Kartenset der Multiplayer-Charaktere sowie den Kurzfilm Lineage auf DVD in einer transparenten Ezio-Portrait-Hologramm-Box mit „Animus-Effekt“.
- Limited Kodex Edition: enthält eine Truhe aus Kunststoff in Steinoptik mit dem Wappen der Assassinen, eine faltbare Karte Roms, Altairs Kodex in Buchform mit Kunstledereinband, den Kurzfilm Lineage auf DVD, eine Soundtrack-CD, das schon in der Auditore Edition enthaltene Multiplayer-Kartenset sowie zwei Singleplayer-Missionen, zwei Multiplayer-Charaktere und die ebenfalls bereits in der Auditore Edition enthaltene Drachenrüstung als Download.

Am 17. November 2016 wurde außerdem Assassin’s Creed: The Ezio Collection für Xbox One und PlayStation 4 veröffentlicht. Diese beinhaltet neben Brotherhood auch die Teile Assassin’s Creed II und Revelations in grafisch überarbeiteter Fassung inklusive aller zuvor kostenpflichtig erhältlichen Zusatzinhalte sowie die Kurzfilme Lineage und Embers.

## Rezeption

### Kritiken und Auszeichnungen
Brotherhood wurde von der Kritik gut aufgenommen. In der Fachpresse erhielt der Titel hohe bis sehr hohe Wertungen und wurde zudem bei diversen Preisverleihungen ausgezeichnet, darunter als Bestes Action-Adventure bei den Spike Video Game Awards 2010 und als bestes Action-Spiel bei den British Academy Video Games Awards 2010.

### Verkäufe
In der ersten Woche nach Verkaufsstart wurde das Spiel in Europa eine Million Mal verkauft; bis April 2011 waren es bereits sieben Millionen Einheiten.

### Romanadaption
- Assassin’s Creed: Die Bruderschaft von Oliver Bowden, Panini Verlag, Februar 2011, ISBN 978-3-8332-2236-8